# Mihail Kogălniceanu (okręg Tulcza)
Mihail Kogălniceanu – wieś w Rumunii, w okręgu Tulcza, w gminie Mihail Kogălniceanu. W 2011 roku liczyła 1631 mieszkańców.